# Мукачевприбор
Мукачевский приборостроительный завод «Мукачевприбор» (укр. Мукачівський приладобудівний завод) — промышленное предприятие в городе Мукачево Закарпатской области Украины.

## История
Завод был создан в 1961 году как специализированное предприятие по выпуску радиоэлектронных приборов сложных конструкций для тепло-, электро- и радиоизмерений, регулирования и автоматизации управления.
В дальнейшем, на заводе были освоены новые технологические процессы (в том числе, электроэрозионная обработка металлов и полимерное покрытие деталей и изделий), внедрена автоматизированная система управления производством и начато производство товаров народного потребления.
С начала 1970-х годов завод взял шефство над городской футбольной командой.
В 1970е - 1980е годы завод входил в число ведущих предприятий города Мукачево. Выпускаемые заводом приборы устанавливались на атомных электростанциях СССР.
После провозглашения независимости Украины завод был преобразован в открытое акционерное общество.
В связи с сокращением государственных заказов в 1990е годы завод освоил серийный выпуск бытовых счётчиков газа.
К началу 2013 года завод «Мукачевприбор» входил в число ведущих промышленных предприятий города Мукачево, основной продукцией завода являлись приборы, измеряющие температуру и счётчики расхода газа.